# Lusius tenuissimus
Lusius tenuissimus là một loài tò vò trong họ Ichneumonidae.